# Wosadnik
Wosadnik (z hornolužičtiny, znamená  „člen farnosti“ nebo „zpěvník“) je název modlitební a kancionálové knihy katolických Lužických Srbů. První vydání vyšlo v roce 1889 zásluhou Michała Hórnika pod názvem „Pobožny Wosadnik. Modlitwy a kěrlusche za katholskich Serbow“ (t. j. česky „Zbožný farník. Modlitby a písně pro katolické Lužické Srby“). Zpěvník byl znovu vydán v letech 1900, 1919, 1929 a 1951. Upravené vydání s názvem „Wosadnik. Modlitwy a kěrluše katolskich Serbow“ vyšel v roce 1961 a byl rozšířen v roce 1977. Zatím poslední revidované vydání vyšlo v roce 2008 v Karmelitánském nakladatelství.